# Happy Birthday to You

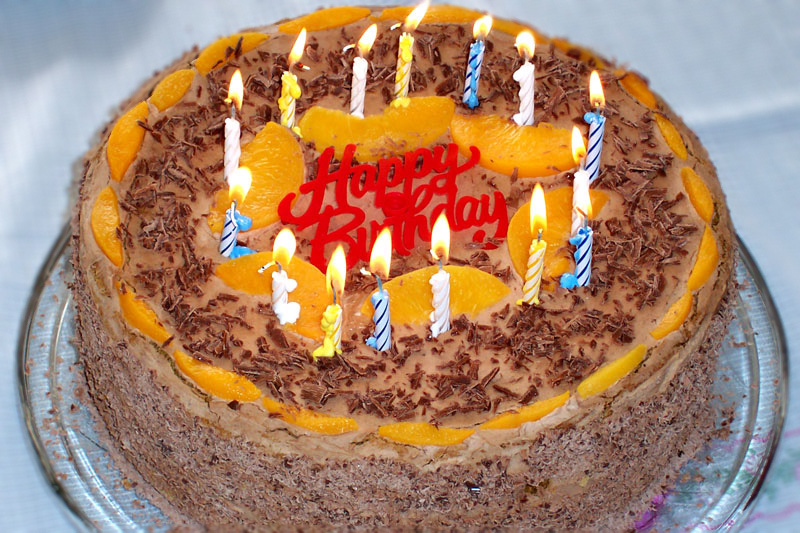

Happy Birthday to You (česky: Hodně štěstí, zdraví) je píseň, která je zpívaná na oslavu narozenin. Dle Guinnessovy knihy rekordů je tato píseň jednou z nejpopulárnějších písní zpívaných v anglickém jazyce. Píseň byla přeložena do více dalších jazyků ale je běžné, že se zpívá s originálním textem i v zemích, kde angličtina není úředním jazykem.

## Historie

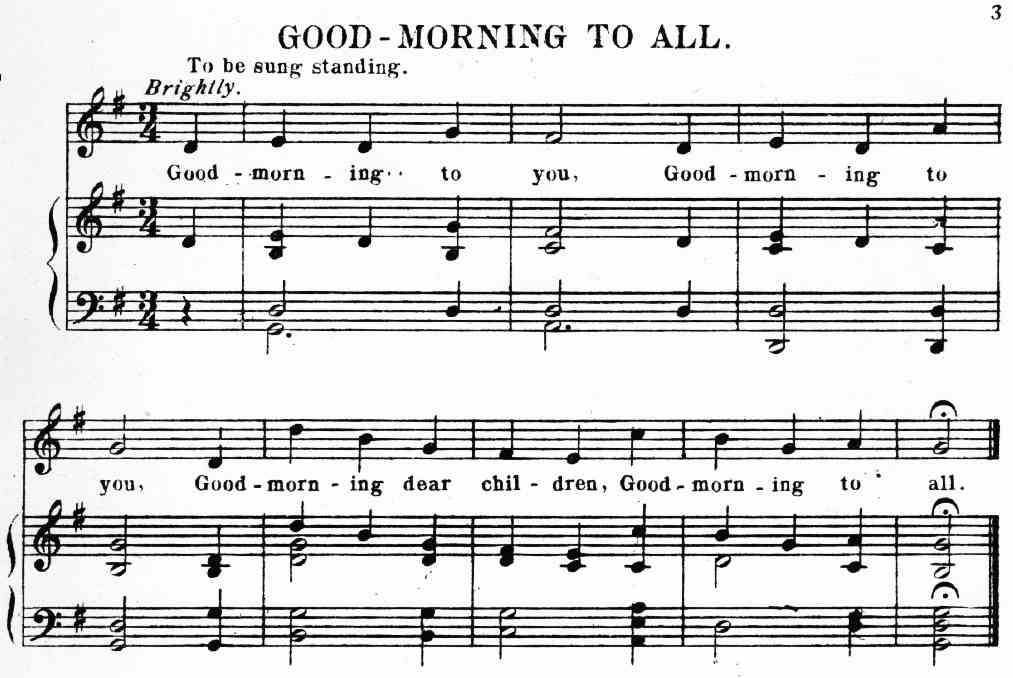
Text a noty písně "Good Morning to All".

Melodii písně "Happy Birthday to You" napsaly v roce 1893 americké sestry, tehdy učitelky v Louisville, Kentucky, Patty a Mildred J. Hillová.
Originální verze byla určena pro uvítání třídy ve škole a měla název "Good Morning to All" (Dobré ráno všem).
Autorská práva na současnou verzi písně v USA v roce 1935 koupila v USA firma Summit Company s jejich trváním do roku 2030. V Kanadě a v ostatních zemích platí zákon, že vlastnická práva zůstávají u autora během jeho života a 50 let po jeho smrti. Podle tohoto zákona autorská práva na tuto skladbu skončily v roce 1985 k termínu, kdy byla známa první psaná verze skladby včetně textu. V roce 1990 koupila práva na skladbu nahrávací společnost Warner Music Group za 15 milionů dolarů s hodnotou ceny za "Happy Birthday ..." odhadovanou na 5 milionů dolarů. Firma Warner měla po technické stránce nárok na škody v případě neplacení za její neautorizovanou veřejnou prezentaci. V září 2015 rozhodl americký federální soud, že píseň Happy Birthday to You je volným dílem spadající pod licenci public domain.
Mezi kuriozity patří, že vozítko Curiosity si tuto písničku zanotovalo samo pro sebe 5. srpna 2013, na prvního výročí svého fungování na Marsu, čímž se vozítko resp. písnička stali prvním interpretem resp. písničkou interpretovanou na povrchu jiného vesmírného tělesa.

## Text písně
| Happy birthday to you Happy birthday dear (jméno oslavence) Happy birthday to you                                                          | Hodně štěstí, zdraví Hodně štěstí, milý/á (jméno oslavence) Hodně štěstí, zdraví                              |
| Jiné jazyky | |
| Zum Geburtstag viel Glück Zum Geburtstag alles Gute (nebo) liebe/r (jméno oslavence) Zum Geburtstag viel Glück                             | Joyeux anniversaire Joyeux anniversaire Tibo Joyeux anniversaire                                              |
| Tanti auguri a te (výslovnost: "tan-ti augu-ri a TEE") Tanti auguri a te Tanti auguri a te (jméno oslavence) Tanti auguri a te             | Cumpleaños feliz Te deseamos todos (jméno oslavence) Cumpleaños feliz                                         |
| Paljon onnea Vaan Paljon onnea (jméno oslavence) Paljon onnea Vaan                                                                         | Sana Hilo ya Gamil, Sana Hilo ya Gamil Sana Hilo ya Gamil ya (jméno oslavence) Sana Hilo ya Gamil ........ !! |
| Zhù nǐ shēngrì kuàilè, zhù nǐ shēngrì kuàilè, zhù nǐ shēngrì kuàilè, qīn'ài de [míngzì], zhù nǐ shēngrì kuàilè                             | 祝你生日快樂, 祝你生日快樂, 祝你生日快樂, 親愛的 [名字], 祝你生日快樂                                         |
| Mừng Ngày sinh Nhật Đáng yêu, Mừng Ngày sinh Nhật Dễ thương (jméno oslavence), Mừng Ngày Chúng ta sinh ra đời, Hát với nhau lời chúc mừng! | |